# Bystré (okres Rychnov nad Kněžnou)
Bystré (německy Bistrey) je obec, která se nachází v okrese Rychnov nad Kněžnou v Královéhradeckém kraji, necelých 8 km severovýchodně od Dobrušky. Žije zde 284 obyvatel.

## Historie
Předchůdcem Bystré byla ves Zákraví. Tato ves se nacházela v místech, kde dnes stojí kaple sv. Jana Nepomuckého, která byla postavena v roce 1893 na místě zvonice bývalého dřevěného kostelíka sv. Bartoloměje. Ve 40. letech 14. století došlo k soupisu far, v němž se mluví o faře Zákraví, ještě předtím se ale obec jmenovala Krawary, zřejmě podle luk, na nichž se pásly krávy. Další písemná zmínka o Zákraví je z roku 1363 ze soupisu vesnic panství frymburského, ale v roce 1537, kdy došlo k prodeji panství rodu Trčků, se mluví již o Bystrém. Dnes již osadu Zákraví připomíná jen výše zmíněná kaple a místu se o jejího zániku říká „na Kostelišti“. V době husitské zde byla protestantská samospráva s večeří Páně podobojí. Ves Zákraví v 15. století zanikla.
První písemná zmínka o Bystré je z roku 1475, kdy patřila Ivanovi ze Žampachu a dále Hanuši z Trutnova. Obec do roku 1789 patřila spolu s dalšími obcemi v okolí pod rychtu sněženskou, v roce 1850 byla založena rychta v Bystrém.
Vývoj názvu obce: Bystrý, nářečně: Bystrej (1544 Bystroj, Bystrroi) → Bystrá → od roku 1848 Bystré.

## Obyvatelstvo
| rok                       | 1961 | 1971 | 1976 | 1981 | 1986 | 1991 | 1996 | 2001 | 2006 | 2011 | 2016 | 2021 |
| ------------------------- | ---- | ---- | ---- | ---- | ---- | ---- | ---- | ---- | ---- | ---- | ---- | ---- |
| stav obyvatelstva k 1. 1. | 367  | 315  | 269  | 252  | 213  | 234  | 220  | 216  | 235  | 268  | 257  | 271  |

## Pamětihodnosti
- Kostel svatého Bartoloměje
- Kaple svatého Jana Nepomuckého

## Okolí
V katastru obce v lese na Janovském potoce se nalézá Panský rybník. Je využíván pro chov ryb.